# Iwan Kuzniecow (filozof)
Iwan Wasiljewicz Kuzniecow (ros. Ива́н Васи́льевич Кузнецо́в; ur. 1911 w Moskwie, zm. 24 listopada 1970 tamże) – radziecki filozof, doktor nauk filozoficznych (1961), profesor (1962). Brał udział w II wojnie światowej. Był członkiem zespołu redakcyjnego Encyklopedii Filozoficznej oraz jednym z autorów dwóch podręczników akademickich z filozofii marksistowsko-leninowskiej.

## Publikacje
- Кузнецов И. В. Нет! Философия – это наука // Woprosy Fiłosofii. – 1961. – № 1;
- Кузнецов И. В. Естествознание, философия и становление ноосферы // Woprosy Fiłosofii. – 1974. – № 12

Przekłady na język polski
- Wiktor Czertkow, S.P. Dudel, Iwan Kuzniecow, Michaił Leonow, Teodor Ojzerman, Nikołaj Owczynnikow, i in.: Materializm dialektyczny. Pod ogólną redakcją J.F. Aleksandrowa. Tłumaczyli Halina Zielnikowa, Zdzisław Nieman, Halina Waśkowska, Stanisław Radziszewski. Warszawa: Książka i Wiedza, 1955.
- Aleksiej Bogomołow, Dmitrij Czesnokow, Władisław Kelle, Iwan Kuzniecow, Teodor Ojzerman, Mark Rozental, i in.: Podstawy filozofii marksistowsko-leninowskiej. Pod redakcją F.W. Konstantinowa ; z ros. przeł. Henryk Widłaszewski. Warszawa: Książka i Wiedza, 1980. 672, [3] s. ; 20 cm.